# Forelle (U-Boot)
Die Forelle war ein 1902 gebautes deutsches U-Boot.
Nach dem Brandtaucher wurde 1897 in Deutschland das Versuchsboot 333 auf der Howaldtwerft in Kiel gebaut. Es trug die Bau-Nr. 333; da jedoch zu dieser Zeit keinerlei Interesse an dem U-Boot bestand, wurde es vermutlich um 1902 verschrottet.

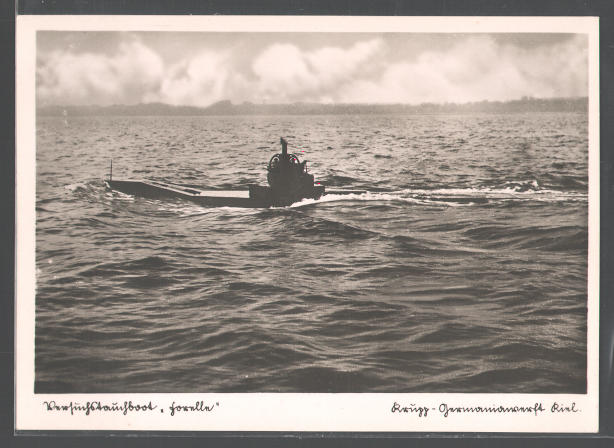
Die Forelle im Einsatz

Am 28. Juli 1902 erging der Auftrag der Firma Krupp an die Germaniawerft in Kiel unter strenger Geheimhaltung und ohne Auftrag der Marine ein weiteres Versuchstauchboot mit Elektroantrieb zu bauen. Sein damaliger Tarnname war „Leuchtboje“, später erhielt es den Namen „Forelle“. Es basierte auf den Plänen des Ingenieurs Raymondo Lorenzo d’Equevilley-Montjustin, der sich seinerseits an die Erkenntnisse der Konstrukteure Claude Goubet, Gustave Zédé und Isaac Peral sowie des Engländers Waddington hielt. Es diente zur Erprobung der Eigenschaften von Unterseebooten, zur Überprüfung der Kriegstauglichkeit solcher Fahrzeuge und um Grundlagen zum Bau größerer U-Boote zu erwerben.
Das U-Boot wurde am 19. Februar 1903 auf Kiel gelegt und lief am 8. Juni 1903 vom Stapel. Die Erprobungen dauerten vom 23. Juni bis zum 6. Dezember 1903.
Die Forelle wurde als das erste kriegsbrauchbare deutsche U-Boot angesehen, auch wenn es die vom Konstrukteur erhoffte Geschwindigkeit bei weitem nicht erreichte. Sie hatte zwei seitlich am Rumpf angebrachte Torpedorohre, einen Kommandoturm, ein kurzes Sehrohr, eine Luftreinigungsanlage mit einem Lufttrockenkasten und zwei Stahlflaschen für je 1000 Liter Sauerstoff bei Normaldruck sowie eine Lenzpumpe. Da sie ursprünglich als Beiboot für größere Kriegsschiffe vorgesehen war, gab es hierfür Hebeaugen.
Der Durchmesser des Druckkörpers betrug nur 1,66 m. Das Ausstoßen eines Torpedos erfolgte mit Druckluft, wobei für einige Sekunden eine relativ große Schlagseite von bis zu 20° auftrat. Der Kommandoturm wurde später um 300 mm erhöht und der hölzerne Aufbau auf dem Druckkörper vergrößert.
Der Antrieb erfolgte über einen Elektromotor mit fester Drehzahl, die Geschwindigkeitseinstellung über die Drehflügelschraube. Als Energiequelle diente eine Batterie mit 108 Zellen Torf-Akkus von je 65 kg Masse und 715 Amperestunden (Ah) Kapazität bei zehnstündiger Entladung, die von der Watt-Akkumulatorenfabrik in Zehdenick geliefert wurden. Die Torf-Akkus hatten nur eine kurze Lebensdauer. Um die Stabilität zu verbessern, wurde die Batterie später um 14 Zellen verkleinert. Bei 4 kn betrug der Fahrbereich 25 sm.
Im Herbst 1903 besichtigte Kaiser Wilhelm II die Forelle. An den Versuchsfahrten in der Eckernförder Bucht nahm am 23. September 1903 auch Prinz Heinrich von Preußen teil.
1904, inmitten des Russisch-Japanischen Kriegs, wurde die Forelle zwei russischen Marineoffizieren bei einer Probefahrt bei Eckernförde präsentiert. Die Kaiserlich Russische Marine kaufte das Boot und gab am 20. April den Bau dreier weiterer U-Boote in Auftrag. Dabei handelte es sich um 205-Tonnen-Boote, die auf einer Weiterentwicklung der Pläne der Forelle basierten. Am 20. Juni 1904 wurden alle vier U-Boote per Eisenbahn von Kiel nach Sankt Petersburg exportiert.
Ab August 1904 war die Форель (Forelle) in Wladiwostok stationiert. Im Einsatz behauptete sie sich mittelmäßig erfolgreich, bis sie bei einem Unfall am 10. Mai 1910 sank. Das Boot wurde anschließend gehoben und abgewrackt.